# Gespentrosvlies
Het gespentrosvlies (Botryobasidium subcoronatum) is een schimmel behorend tot de familie Botryobasidiaceae. Hij leeft saprotroof op naaldhout en in mindere mate op loofhout in verschillende biotopen. De vruchtlichamen bevinden zich meestal op liggende en vaak ontschorste stammen en takken in het perfecte statadium en laatste fase. Veel voorkomende substraten zijn fijnspar (Picea abies), beuk (Fagus sylvatica) en den (Pinus sp.).

## Kenmerken

### Uiterlijke kenmerken
Het gespentrosvlies heeft schilferige, webachtige vruchtlichamen die resupineren (d.w.z. volledig gehecht) aan hun substraat groeien en onder een vergrootglas enigszins netachtig lijken. Ze zijn aanvankelijk wit, later okergeel.

### Microscopische kenmerken
Zoals bij alle basidia uit het geslacht Botryobasidium, heeft het een monomitisch hyfensysteem en bestaat ze alleen uit generatieve hyfen die haaks vertakken. De basale hyfen zijn dikwandig, smal (7–10 µm) en langcellig. De 5-6 µm brede subhymeniale hyfen zijn dunwandig. De soort heeft geen cystidia, maar in tegenstelling tot veel leden van het geslacht heeft het gespen op alle septa. De meestal 6-sporige, 20-25 × 7-9 µm grote basidia van de soort groeien in groeien en zijn subcilindrisch. Ze zijn enkelvoudig gesepteerd aan hun basis en hebben een gesp, die ze duidelijk onderscheidt van andere soorten uit het geslacht. De sporen zijn smal bootvormig, 6-8 × 2,5-3 µm groot.

## Verspreiding
Het gespentrosvlies is over heel Europa verspreid en is bekend uit alle Europese landen. De soort wordt overal als algemeen beschouwd.
Ook in Nederland komt de soort algemeen voor. Het staat niet op de rode lijst en is niet bedreigd.